# Prezidiální rada Maďarské lidové republiky

Hvězda na státních barvách - symbol komunismu v Maďarsku

Prezidiální rada Maďarské lidové republiky, (maďarsky: Magyar Népköztársaság Elnöki Tanácsa),
byla forma kolektivní hlavy státu v Maďarské lidové republice v letech 1949 až 1989.

## Historie
Funkce prezidenta republiky byla zrušena komunistickou ústavou MLR z roku 1949 a nahrazena právě Prezidiální radou. Jejím prvním předsedou se stal Árpád Szakasits, který byl od 2. srpna 1948 prezidentem Druhé Maďarské republiky. Toho však již v roce 1950 vystřídal Sándor Rónai. Po něm patnáct let řídil úřad István Dobi, během jehož vlády došlo v roce 1956 k povstání. Následoval Pál Losonczi, který prezídiu předsedal dvacet let (v letech 1967-1987). V posledním období existence MLR radě předsedal Károly Németh, kterého rok před pádem komunismu nahradil Brunó Ferenc Straub. S přijetím nové ústavy dne 23. října 1989 byla Prezidiální rada zrušena a nahrazena úřadem prezidenta republiky se značně omezenými funkcemi. Téhož dne byl prozatímním prezidentem zvolen předseda Národního shromáždění Mátyás Szűrös, který v pravé poledne z balkónu Országházu slavnostně vyhlásil svobodnou Maďarskou republiku (Třetí Maďarská republika). Funkci prezidenta republiky předal Mátyás Szűrös dne 2. května 1990 prvnímu oficiálnímu prezidentovi Arpádu Gönczovi.

## Prezidiální rada
Prezidiální rada (Elnöki Tanács) se skládala z jednadvaceti členů – předsedy, tajemníka, dvou náměstků a dalších 17 členů. Předseda Prezidiální rady byl hlavou státu, tedy jakoby prezidentem republiky.

## Předsedové rady
Seznam předsedů Prezidiální rady MLR:
- 23. srpna 1949 – 26. dubna 1950 : Árpád Szakasits
- 26. dubna 1950 – 14. srpna 1952 : Sándor Rónai
- 14. srpna 1952 – 13. dubna 1967 : István Dobi
- 13. dubna 1967 – 29. června 1987 : Pál Losonczi
- 25. června 1987 – 29. června 1988 : Károly Németh
- 29. června 1988 – 18. října 1989 : Brunó Ferenc Straub